# Monumento Nazionale Cabrillo
Il Monumento Nazionale Cabrillo (inglese: Cabrillo National Monument) è un'area protetta degli Stati Uniti d'America che commemora l'approdo di Juan Rodríguez Cabrillo nella Baia di San Diego il 28 settembre 1542.

## Descrizione

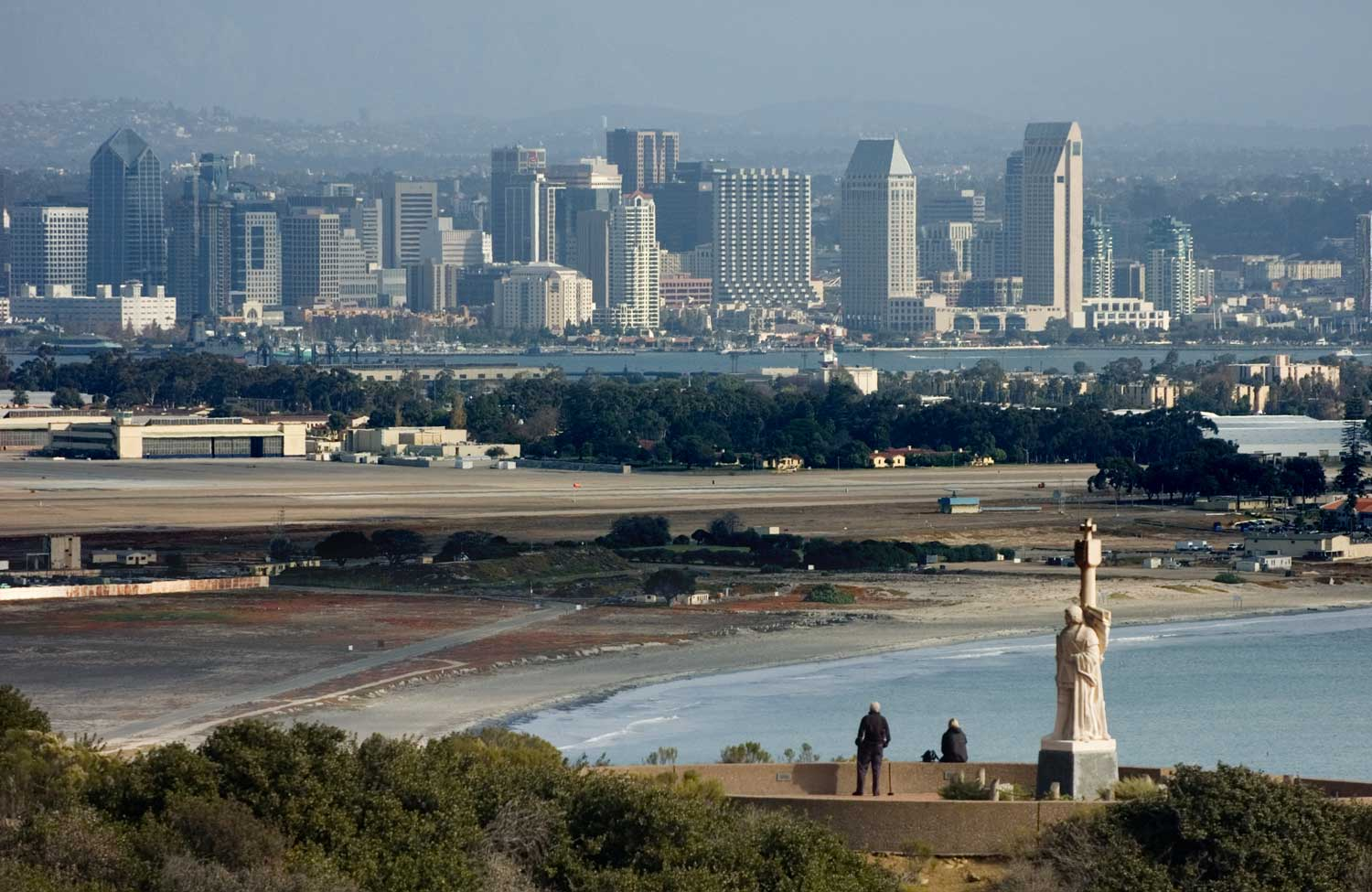
La baia di San Diego vista dal Monumento Nazionale Cabrillo

L'arrivo di Cabrillo coincise con la prima   spedizione europea  nella futura costa degli Stati Uniti. Il monumento fu inaugurato il 14 ottobre 1913. Il Monumento Nazionale fu inserito nel National Register of Historic Places il 15 ottobre 1966. La statua di Cabrillo è girata verso la baia, e fu scolpita da Alvaro de Bree per conto del governo portoghese nel 1939, che poi la donò agli Stati Uniti. Il monumento in arenaria è alto 4 metri e pesa 7 tonnellate. L'adiacente museo proietta un filmato sul viaggio di Cabrillo, ed espone reperti della sua spedizione.
Ogni anno, in una domenica di ottobre, si tiene il Cabrillo Festival Open House. Commemora Cabrillo tramite una rappresentazione del suo arrivo a Ballast Point, nella Baia di San Diego.
Tra gli altri eventi organizzati presso il National Monument ci sono canti e danze Kumeyaay, portoghesi e messicani, stand con cibo e giornali locali, un accampamento del XVI secolo ed attività per i bambini.
Il parco offre un panorama del porto di San Diego, così come di Coronado e della Naval Air Station North Island. Nei giorni sereni si riescono a vedere anche Tijuana e le Isole Coronado in Messico.
Nel punto più alto del parco (129 metri) si trova il vecchio faro di Point Loma, simbolo di San Diego fin dal 1854. Il faro venne chiuso nel 1891, sostituito da uno ad una minore altitudine, dato che la nebbia e le nuvole basse spesso ne oscuravano la luce.
Nell'area del parco si trovano varie installazioni militari, come batterie di artiglieria costiera costruite per proteggere il porto di San Diego dalle unità militari navali nemiche.Molte di queste installazioni possono essere visitate durante la passeggiata. Un vecchio edificio militare ospita una mostra sulla storia militare di Point Loma.
In inverno, al largo della costa, si possono vedere balenottere impegnate nella migrazione. Sul lato occidentale del parco la costa è rocciosa, e dà vita a pozze in cui è possibile fare il bagno durante la bassa marea.